# إقليم سيدي إفني
إقليم سيدي إفني هو إقليم جنوب المملكة المغربية، ويحده من الشمال إقليم تزنيت، ومن الشرق إقليم طاطا، ومن الجنوب إقليم كلميم، ومن الغرب المحيط الأطلسي. وتُعتبر مدينة سيدي إفني كعاصمة للإقليم، وهو مشهور بالصيد البحري وفاكهة الصبار.

## تاريخ
أحدث إقليم سيدي إفني على إثر الخطاب الملكي السامي بمناسبة الذكرى الثالثة والثالثون للمسيرة الخضراء، بموجب المرسوم رقم 2-09-319 الصادر بتاريخ 17 جمادى الثانية 1430 الموافق ل 11 يونيو 2009 المعدل والمتمم لظهير 5-351-59 الصادر في الأول من جمادى الثانية 1379 الموافق ل2 دجنبر 1959 المتعلق بالتقسيم الإداري للمملكة المغربية.

## المناخ
يسود المناخ الجاف مختلف مناطق الإقليم مع تأثيرات بحرية خاصة في الواجهة الأطلسية.
يتراوح المعدل السنوي للتساقطات ما بين 250 إلى 300 ملم ويبلغ المعدل السنوي للحرارة 25 درجة، مع 33 درجة كحد أقصى في شهر غشت و18 درجة كحد أدنى في شهر يناير.

## الاقتصاد

### الفلاحة
تحتل زراعة الحبوب حوالي %83 من الأراضي الصالحة للزراعة بمساحة تقدر بـ 16,370 هكتار وبإنتاج يبلغ 1648 طن سنويا كما أن مساحة المراعي وعلف الماشية جد محدودة متأثرة بضعف الموارد المائية ومحدودية الأراضي المسقية.
ويبلغ قطيع الماشية بإقليم سيدي إفني برسم الموسم الفلاحي 2014 ما مجموعه 108.850 رأس.
كما يعرف إقليم سيدي إفني دينامية متميزة للتعاونيات الفلاحية خاصة النسائية منها التي أنشئت لإنتاج زيت الأركان، مستخلصات طبية للتجميل واستخراج زيت الصبار، الشيء الذي ساعد على تثمين الشجرتين و إدماج المرأة القروية في التنمية و تمكينها من دخل إضافي يساعدها في التغلب على تكاليف المعيشة.

### الصيد البحري
يمتد إقليم سيدي إفني على شريط ساحلي تبلغ مسافته حوالي 80 كلم وتختزن مياهه الإقليمية ثروة سمكية مهمة ومتنوعة وذات قيمة تجارية عالية، مما يجعل من الصيد البحري قطاعا أساسيا في النشاط الاقتصادي المحلي.

## السياحة
يتوفر إقليم سيدي إفني على مؤهلات سياحية جد مهمة لجذب السياح المغاربة والأجانب على السواء، وتشمل على الخصوص غنى الموروث الثقافي وتنوع المجال الطبيعي بما فيه الساحلي من قبيل شواطئ: الكزيرة، سيدي وارزك، امي نتركا، والمجال الجبلي كمغارة افري نعبو بجماعة سيدي امبارك إضافة إلى خصوصية المناخ المتميزة بالاعتدال طيلة فترات السنة.

## التقسيم الإداري

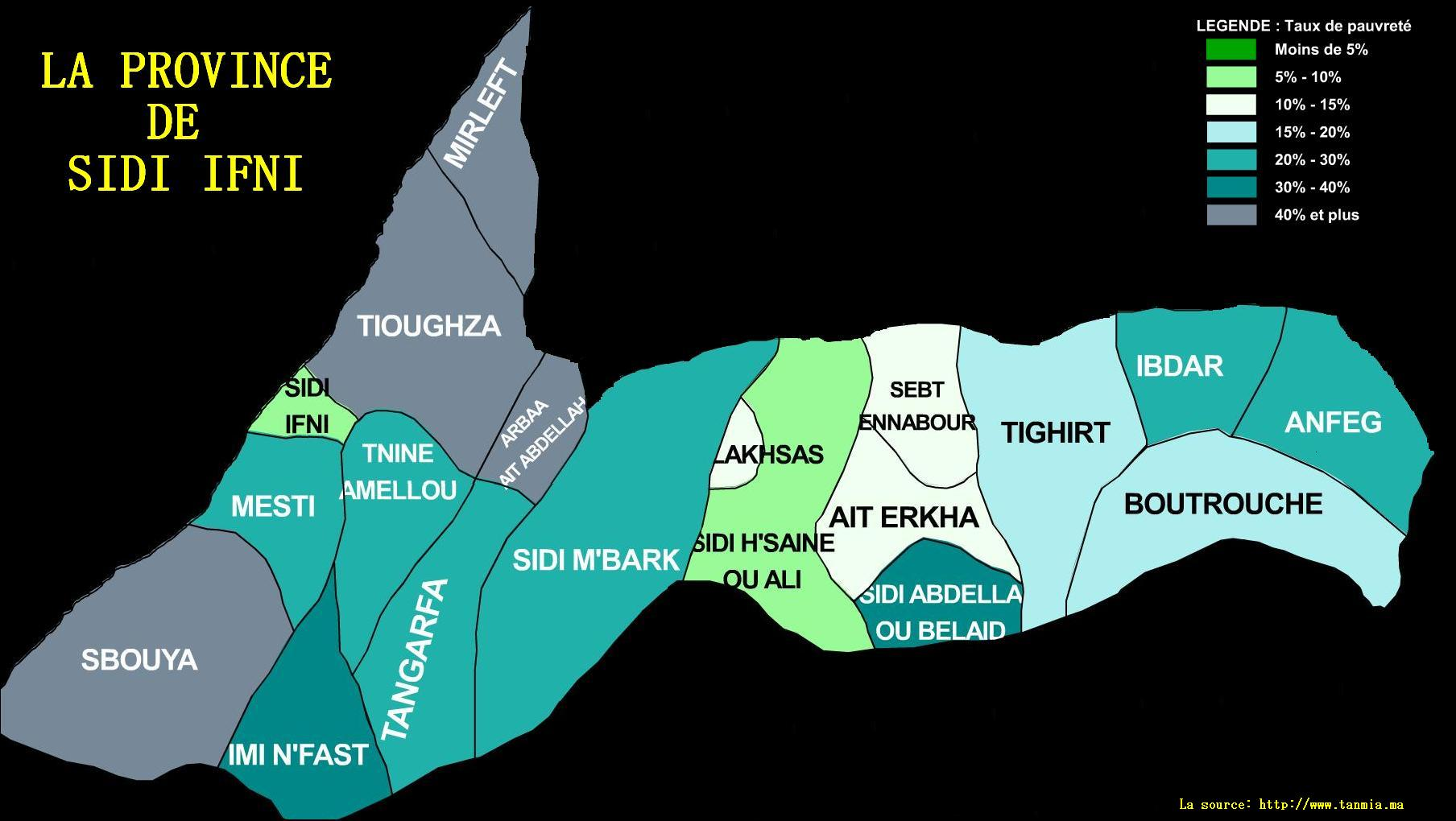
إقليم سيدي إفني

يضم إقليم سيدي إفني جماعتين حضريتين و17 جماعة قروية:

### الجماعات القروية
| الدائرة               | القيادة                 | الجماعة                 |
| --------------------- | ----------------------- | ----------------------- |
|                       |                         | سيدي إفني (جماعة حضرية) |
| الأخصاص (جماعة حضرية) |                         |                         |
| دائرة إفني            | قيادة مستي              | مستي                    |
| دائرة إفني            | قيادة مستي              | اصبويا                  |
| دائرة إفني            | قيادة مستي              | إمي نفاست               |
| دائرة إفني            | قيادة اثنين أملو تنڭرفا | اثنين أملو              |
| دائرة إفني            | قيادة اثنين أملو تنڭرفا | تنڭرفا                  |
| دائرة إفني            | قيادة تيوغزة            | تيوغزة                  |
| دائرة إفني            | قيادة تيوغزة            | أربعاء آيت عبد الله     |
| دائرة إفني            | قيادة ميرلفت            | مير اللفت               |
| دائرة الأخصاص         | قيادة سيدي احساين       | سيدي امبارك             |
| دائرة الأخصاص         | قيادة سيدي احساين       | سيدي احساين أو علي      |
| دائرة الأخصاص         | قيادة آيت الرخا         | آيت الرخا               |
| دائرة الأخصاص         | قيادة آيت الرخا         | سيدي عبد الله أو بلعيد  |
| دائرة الأخصاص         | قيادة تغيرت             | تغيرت                   |
| دائرة الأخصاص         | قيادة تغيرت             | بوطروش                  |
| دائرة الأخصاص         | قيادة تغيرت             | إبضر                    |
| دائرة الأخصاص         | قيادة تغيرت             | سبت النابور             |
| دائرة الأخصاص         | قيادة تغيرت             | انفك                    |

## السكان
يضم إقليم سيدي إفني ساكنة تقارب 1127.781 نسمة (حسب إحصاء 2004) يتوزعون على مجموعات قبلية أهمها:
- أيت إخلف (بجماعتي تيوغزة وميراللفت)
- أيت النص وأيت اعزا (بجماعة تيوغزة)
- أيت الخمس وأيت علي (بجماعات تنكرفا، اثنين أملو وأمي تفاست)
- امستيتن وأيت إيوب (بجماعة مستي)
- أهل صبويا (بجماعة اصبويا)
- إد شاعود، ميرغت وإد العربا (بجماعة سيدي احسين اوعلي)
- أيت بوياسين (بجماعة سيدي امبارك)
- أيت همان إد (بنيران بجماعة تيغرت)
- أيت علي نتاكوت (بجماعة ابضر)
- أيت علي نلقبلت وأيت عبلا أوسعيد (بجماعة أنفك)
- تجاجت وأيت كرمون (بجماعة سبت النابور)
- أيت موسى (بجماعة بوطروش)
- أيت ارخا (بجماعتي سيدي عبلا أوبلعيد وأيت الرخا)